# マトラ
マトラ（マートラとも、Matra：Mécanique Aviation Traction）は、フランスにかつて存在した企業グループである。

## 概要
航空機産業から始まり、宇宙産業、自動車産業、兵器産業に関わっていた企業グループである。1994年にラガルデール SCAの下で再編された。自動案内軌条式旅客輸送システム(AGT)を手がけていた鉄道部門は2001年にドイツのシーメンス・トランスポート（現シーメンス・モビリティ）に吸収、自動車関連部門、マトラ・オトモビルは、2003年にイタリアのピニンファリーナに売却され、"Matra Automobile Engineering S.A.S."に社名変更した。

## 歴史
- 1945年 - シルバン・フロイラ（フランス語版）らによって、最高速度800km/hのツインエンジンプロペラ機の設計開発を事業目的として設立[2]。
- 1951年 - マトラエンジンを搭載した飛行機が、音速をヨーロッパで初めて超える（M1.4）。
- 1961年 - "European space program"開始。マトラは人工衛星のプライム・コンストラクターになる。
- 1963年 - ジャン＝リュック・ラガルデール（フランス語版）が取締役会長兼社長（PDG）に就任。
- 1964年 - ルネ・ボネ（フランス語版）のオトモビル・ルネ・ボネを買収。自動車製造に乗り出す。→ マトラ・オトモビル
- 1967年 - （マトラ・オトモビル）マトラ・M530をジェノバモーターショーに出品。
- 1973年 - （マトラ・オトモビル）マトラ・MS670Bで耐久レース世界選手権のコンストラクターズ・チャンピオン獲得。
- 1983年 - （マトラ・オトモビル）ルノー・エスパスを開発・生産。

## 傘下であった企業
- マトラ・オトモビル
- アエロスパシアル・マトラ（現：EADS）